# 7 Years of Bad Luck
Albums de Supastition
The Deadline
(2004)
7 Years of Bad Luck est le premier album studio de Supastition, sorti le 15 octobre 2002.
Le titre de l'opus fait référence aux années que le rappeur a passées à se débattre dans l'industrie musicale. Les critiques ont apprécié la qualité des paroles mais ont jugé globalement la production décevante,. Lors d'une interview, Supastition a exprimé son mécontentement vis-à-vis de l'album car il n'a pas été autorisé à choisir ses propres beats. Les propriétaires du label Freshchest Records, qui étaient également les producteurs, ont remplacé les productions originales par les leurs. Cela a provoqué une séparation à l'amiable des deux parties et Supastition n'a pas assuré la promotion de l'album.

## Liste des titres
| No  | Titre                                                                    | Contient un (des) sample(s) de                                                                     | Durée |
| --- | ------------------------------------------------------------------------ | -------------------------------------------------------------------------------------------------- | ----- |
| 1.  | Intro (Produit par Freshchest Prose)                                     | | 1:35  |
| 2.  | Live Like Dat (featuring DJ Hughmannhu – Produit par Hood)               | Hogin' Machine de Les Baxter                                                                       | 4:20  |
| 3.  | Celebration of Life (featuring DJ Tommee – Produit par Freshchest Prose) | | 3:30  |
| 4.  | Da Waiting Period (Produit par Hood)                                     | You're So Good to Me de Curtis Mayfield We Almost Lost Detroit de Gil Scott-Heron et Brian Jackson | 5:24  |
| 5.  | Body Language (Produit par Freshchest Prose)                             | | 4:12  |
| 6.  | Best of Life (Produit par Equinox)                                       | | 3:46  |
| 7.  | That'z Muzik (featuring DJ Tommee – Produit par Freshchest Prose)        | Come Dancing de Jeff Beck                                                                          | 4:38  |
| 8.  | Crown Me!!! (Produit par Equinox)                                        | | 3:28  |
| 9.  | Mixed Emotionz (Produit par Sarcastic)                                   | | 4:07  |
| 10. | The Trademark (Produit par Sarcastic)                                    | | 4:40  |
| 11. | Fallen Star (Produit par Sarcastic)                                      | | 4:02  |
| 12. | Hip Hop Vs. Life (Produit par Eagleman)                                  | | 3:40  |
| 13. | 2nd Name (featuring The Nobodies – Produit par Sarcastic)                | | 4:02  |
| 14. | Dreamland (Produit par Double S)                                         | | 9:35  |